# 似宽膝螳属
似宽膝螳属（学名：Gonypetoides）是宽膝螳科的一属。

## 下属物种
本属包括以下物种：
- 短翅似宽膝螳 Gonypetoides brevipennis Beier, 1942